# 願生寺 (東京都港区)
願生寺（がんしょうじ）は、東京都港区にある浄土宗の寺院。

## 歴史
1602年（慶長7年）、証蓮社誠誉によって開山された。証蓮社誠誉は安芸国（現・広島県）出身で、当寺の本尊となる阿弥陀如来を担いで、安芸から江戸まで来たという。
境内には「牛供養塔」がある。これは荷車を引く牛を供養するために運搬業者が建てたものである。昭和中期の高度経済成長が始まるまで、運搬用の牛を飼う業者がこの付近にいたという。
1923年（大正12年）の関東大震災や1945年（昭和20年）の空襲では、比較的軽微な被害で済んでいる。
また1941年（昭和16年）公布の金属類回収令により、梵鐘を供出することになった。戦後、鋳潰されていないことは判明していたが、梵鐘本体は行方不明となっていた。その後、葛飾区の正福寺にあることがわかり、1976年（昭和51年）に返還された。1978年（昭和53年）に鐘楼が完成し、梵鐘が取り付けられた。

## 文化財
- 牛供養塔及び二千七百六十人之霊供養塔（港区指定文化財 平成20年9月9日指定）[3]

## 交通アクセス
- 泉岳寺駅より徒歩1分。